# Tuchyně
Tuchyně je malá vesnice, část městyse Netvořice v okrese Benešov. Nachází se asi 2 km na jihozápad od Netvořic. V roce 2009 zde bylo evidováno 12 adres.
Tuchyně je také název katastrálního území o rozloze 2,9 km². V katastrálním území Tuchyně leží i Lhota.

## Historie
První písemná zmínka o vesnici pochází z roku 1318.
Za druhé světové války se ves stala součástí vojenského cvičiště Zbraní SS Benešov a její obyvatelé se museli 15. září 1942 vystěhovat.